# Диана Анкудинова
Диана Дмитриевна Анкудинова (родена на 31 май 2003 г.) е руска певица. Голяма част от ранната ѝ слава идва от нейния Они великолепны!. Това е резултат от спечелването на два последователни сезона на шоу за конкурс за таланти по руската мрежа НТВ за деца, които са прекарали значителна част от детството си без родителска грижа. Диана Анкудинова пее предимно на руски, английски и френски език, но пее и на испански, немски и арабски.

## Ранен живот
Диана Анкудинова е родена на 31 май 2003 г. в район на север от град Владивосток в Приморския край на руския Далечен изток. Биологичната майка на Диана я е малтретирала физически.
На 3 години Диана е оставена на автогара през зимата със счупена ключица. Биологичната леля на Диана я спасява от улицата, но не успява да се грижи за травматизираното дете. Лелята на Диана прави изявление пред местния прокурор за малтретирането и е договорено детето да бъде дадено в сиропиталище в Приморския край, което се грижи за изоставени малки деца.
Децата от сиропиталището периодично са изпращани в санаториум в Арсениев, за да им се помогне да възстановят и поддържат физическото и психическото си здраве. Рехабилитаторът ѝ Ирина Поник Анатолиевна, която работи в курорта, развива специална привързаност към Диана. Дъщерята на Ирина Поник, която от време на време посещава майка си на работа, е първата, която настоява майка ѝ да осинови Диана.
През 2008 г. Ирина Поник подава необходимите документи в регионалния отдел, за да поеме официално правно попечителство над Диана. Новото семейство живее в Арсеньев. През 2012 г. семейството се премества далеч в град Толиати в Самарска област в югозападна Русия. Преместването в Толиати до голяма степен се дължи на страха на Диана, че нейната биологична майка може да се опита да я намери и да я малтретира или дори да се опита да си върне попечителството над нея. Тези страхове са толкова силни, че значително засягат психическото здраве на младата Диана.

## Дискография
| Заглавие        | От   |
| --------------- | ---- |
| Д.А.            | 2021 |
| Остались        | 2023 |
| Ой, не плачь    | 2024 |
| Спасибо, прости | 2024 |
| Горностай       | 2024 |
| GOOD GIRL       | 2024 |
| Она здесь       | 2025 |